# Paços do concelho de Basileia

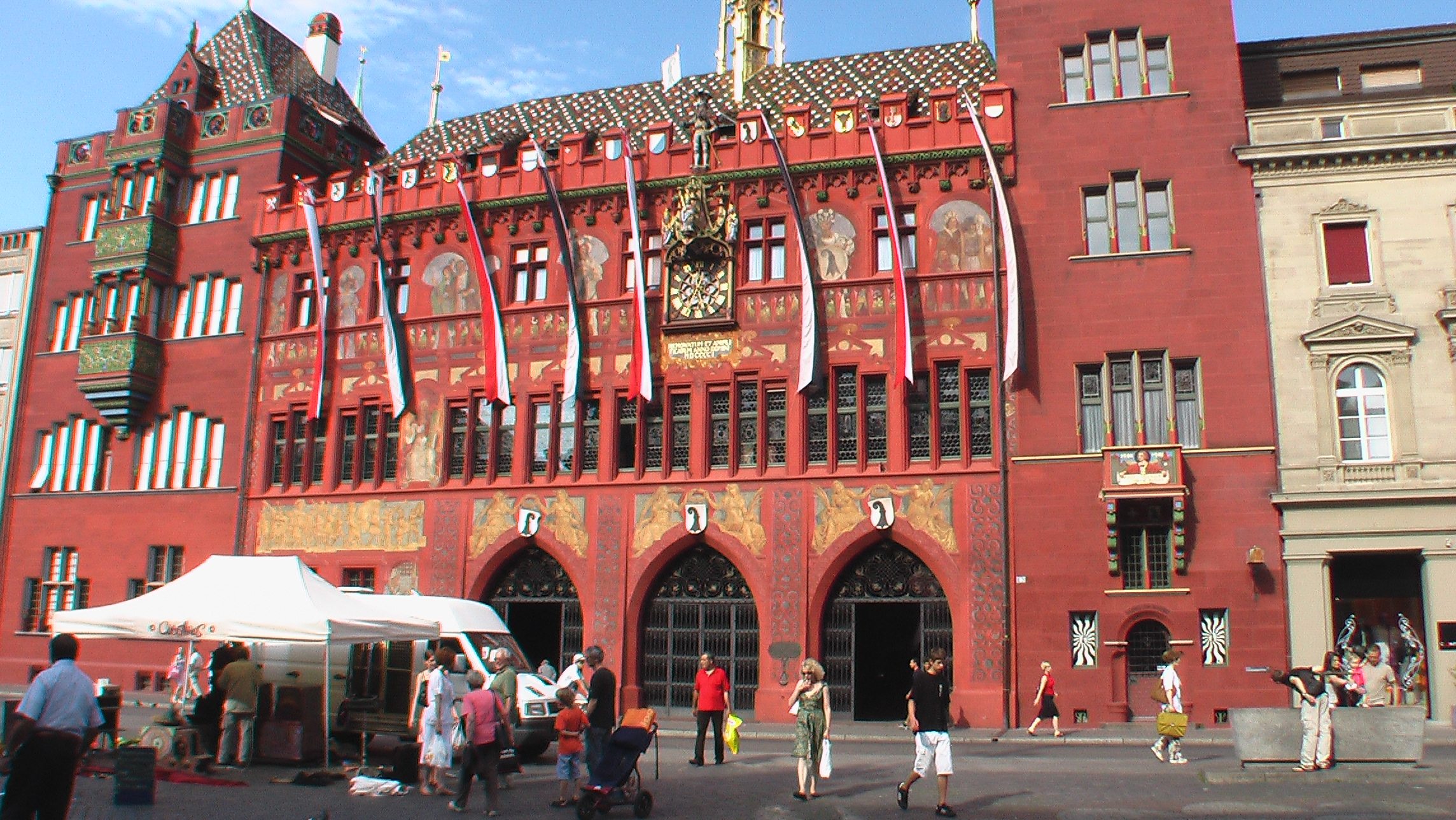

Os Paços do concelho de Basileia (em alemão: Rathaus Basel, localmente conhecido como Roothuus) são os paços do concelho de Basileia, Suíça, localizados na Marktplatz nesta cidade suiça.
É um edifício com quinhentos anos, que alberga o parlamento e o governo do cantão Basileia-Cidade